# Hydatophylax nigrovittatus
Hydatophylax nigrovittatus är en nattsländeart som först beskrevs av Mclachlan 1872.  Hydatophylax nigrovittatus ingår i släktet Hydatophylax och familjen husmasknattsländor. Inga underarter finns listade i Catalogue of Life.